# ФК „Конелиано“ (Герман)
Конелиано 2005 е футболен клуб от Герман. Създаден е през 2000 г. като Авто Бил 2000, носи името „Конелиано“ от 2001 г. Участва в Софийска регионална група – Юг.
Отборът завършва втори в Западната Б футболна група през сезон 2005/06 и спечелва промоция за А група след победа в бараж срещу Марица (Пловдив). Играе мачовете си на стадион Герман, през 2005/06 на стадион Академик (новия).

## История
През 1998 г. Верила (Равно поле) се обединява с Левски (Елин Пелин), като новият отбор запазва името Верила, а премества седалището си в град Елин Пелин. През лятото на 2000 г. Верила (Елин Пелин), заедно с Искър (Герман) (основан 1971 г.), формират ФК „Авто Бил 2000“ (Герман). Скоро след това Левски (Елин Пелин) е възстановен. Година по-късно „Авто Бил 2000“ сменя името си на Конелиано. От сезон 2002/03, когато Конелиано влиза в професионалния футбол, клубът домакинства мачовете си в София. От 2005 г. Конелиано на практика става сателитен на ЦСКА (София).
На 3 август 2006 г. лицензът на Конелиано е закупен от Ивайло Дражев – собственик на ФК Черноморец (Бургас), който е със съдебна регистрация в Сливен. Регистриран е нов клуб, който получава името ПСФК Черноморец Бургас (София) и през 2006/07 участва в А група с лиценза на Конелиано. Акционерите на Конелиано обаче обявяват, че решението за преименуване е взето от съда само на базата на документите, представени от Дражев. Това е нарушение, тъй като, за да се преименува клуб, трябва решение на УС или на общо събрание на акционерите, но такива не са свиквани. След разделянето си с Черноморец, отборът е възстановен отново като ФК „Конелиано“ и се състезава в Софийската регионална група.
През сезон 2013/14 Конелиано се включва във В АФГ, след като печели баражите, но започва слабо първенството и на полусезона е последен в класирането. През януари 2015 г. клубът е закупен от софийската компания ДИТ и е преместен в Драгалевци. Подменен е целият му състав, заедно с треньорския екип. При новото ръководство, Конелиано прави много силен пролетен полусезон и успява да се спаси от изпадане, като дори завършва на 10-о място в крайното класиране. През лятната пауза на сезона 2015/16 Конелиано е оттеглен от участие в първенството, а мястото му във В група е заето от Септември Сф, също закупен през 2015 година от ДИТ Груп. Малко след това, отборът от Герман се включва в СРГ – Юг от новия сезон 2015/16, като „Конелиано 2005“. Там завършва на 5 място, но на следващата година отново прекратява участието си през зимната пауза. Същевременно в регионалната софийска група се появява съставът на Искър Герман, който обаче се състезава в Северната група.

## Успехи
- второ място в Западна Б футболна група: 2005/06
- десето място в Б група: 2004/05
- 1/16-финалист за Националната купа: 1999/00, 2004/05 и 2005/06

## Настоящ състав
Към 1 март 2015 г.

## Известни футболисти
| - Мирослав Манолов - Йордан Върбанов - Никола Асенов - Таско Тасков - Николай Годжев - Георги Владимиров - Асен Бербатов - Кирил Дяков - Димитър Чобанов - Красимир Искренов | - Марио Близнаков - Адриян Олегов - Герасим Заков - Красен Вълков - Филип Воденичаров - Ангел Йошев - Иван Миланов - Евгени Курдов - Николай Христозов - Петър Стойнов | - Георги Въжаров - Петър Златков - Симеон Атанасов - Румен Трифонов - Стефан Велев - Аспарух Василев - Димитър Кръстев - Румен Горанов - Йосиф Шутев - Хари Бориславов |

- Георги Панайотов
- Никола Паскалев
- Стоян Колев